# Sennek
Laura Groeseneken, også kendt som Sennek (født 30. april 1990), er en belgisk sanger og sangskriver, som repræsenterede Belgien ved Eurovision Song Contest 2018 med "A Matter of Time". Hun kom på 12. plads i første semifinale, og derfor kvalificerede hun sig ikke til finalen.